# 亨利·米勒
亨利·瓦倫丁·米勒（英語：Henry Valentine Miller，1891年12月26日—1980年6月7日）是20世纪美国乃至全球最重要的作家之一，富有个性又极具争议的文学大师。
他以大胆突破现有的文学形式而闻名，并开创了一种新类型的“半自传体小说”，这种文学融合了性格研究、社会批判、哲学反思、意识流、外在语言、性革命、超现实主义自由联想法和神秘主义。他最具代表性的作品包括《北回归线》、《黑色的春天》、《南回归线》以及《殉色三部曲》等。该三部曲是基于米勒在纽约和巴黎的真实经历而创作的（直到1961年为止，上述作品一直在美国被禁。）。此外，米勒还写了一些游记及文学评论，他还创作过不少水彩画作品。

## 早年
米勒生于美国纽约市曼哈顿区约克维尔东85街450号。他的父母都是信奉信义宗的德国移民，母亲为路易丝·玛丽（Neiting），父亲海因里希·米勒是一名裁缝。他幼年曾在布鲁克林区威廉斯堡的Driggs大街第662号生活了9年，这个街区在当时被称为“第十四选区”，并经常出现在米勒的作品中。 1900年，他全家迁至布鲁克林不什维克区的Decatur街第1063号。小学毕业后，米勒入读威廉斯堡的东区高级学校。年轻的米勒热衷于参加美国社会党（他一度很崇拜黑人社会主义者休伯特·哈里森）。米勒也曾经在纽约市立学院学习过一个学期。

## 作家生涯

### 布鲁克林（1917-30）
1917年，米勒与第一任妻子比阿特丽斯·席尔瓦斯·维肯斯（Beatrice Sylvas Wickens）结婚，接着在1923年12月21日离婚。1919年，他们唯一的女儿芭芭拉出生。这一时期的米勒一家住在布鲁克林公园坡第6大街244号的公寓内。当时，米勒当时在西联工作（1920-1924年）。1922年3月，在为期三周的假期中，他完成了自己的第一部小说——《夹住的翅膀》。这部作品并未被出版，且仅有少数片段留存后世，但作品中的一些内容也出现在后来发表的《南回归线》中。米勒对这部作品并不满意，称其“小说很长，但可能很糟糕。”
1923年，身为人夫的米勒邂逅了一位神秘的21岁舞女，她真名是朱丽叶·伊迪丝·史密斯（Juliet Edith Smerth），但在表演中的艺名是琼·曼斯菲尔德。他们开始了婚外恋，并于1924年6月1日结为夫妇。1924年，米勒从西联辞职，决心专注于写作。米勒后来在自传三部曲《殉色三部曲》中将这一时期经历进行了详细的描述，其中包括成为作家的心路历程、出轨、挫折、友谊及个人的哲学观。
米勒的第二本小说《摩洛克或这个外邦世界》，写于1927–28年，起初他借用了琼的名字作为作者。琼的一位追随者罗兰德·弗里德曼（Roland Freedman）表示愿意为琼的小说支付稿酬，于是琼每周将米勒写好的作品拿给这位富人，并谎称是自己写的。。这本书直到1992年才出版，此时距离作品完稿已有65年，而且米勒也已经离开人世12年了。米勒在这段时间写的第三本小说《疯狂的公鸡》也没有在他生前出版。这部小说原名《可爱的女同性恋》，（以及后来的小说《Nexus》）讲述了琼与艺术家马里恩（Marion）之间的亲密关系，在书中，琼把马里恩的名字改为让·克伦斯基（Jean Kronski）。从1926年到1927年，克伦斯基与米勒及琼住在一起，此后，她与琼离开了米勒，前往巴黎，这段经历让米勒很难过。米勒因此怀疑她们之间有同性恋关系。结果这两人在巴黎时相处并不融洽，仅过了几个月，琼就再次回到了米勒身边。而克伦斯基在1930年自杀身亡。

### 巴黎岁月（1930-39）
1928年，米勒与琼在弗里德曼的资助下前往巴黎进行了一次长达数月的旅行。某一天，米勒在巴黎街头偶遇了另一位作家罗伯特·塞维斯。他日后在自传中回忆起这段偶遇：“我们俩很快聊起了小说。他开始嘲讽巴黎拉丁区的浮夸以及那些奇怪的杂志。”。1930年，米勒单独一人移居巴黎。此后不久，他开始写作《北回归线》。他在巴黎的第一年生活比较窘困，但不久他遇到了阿内丝·尼恩，后者与丈夫雨果一起竭力资助米勒的创作，甚至帮他负担了苏拉特别墅18号的房租。尼恩不久就成为他的情人，并于1934年用奥托·兰克的钱帮助米勒出版了《北回归线》。尼恩也经常在她的文字中提及米勒与妻子琼之间的关系。1934年末，琼通过代理人与米勒在墨西哥城办理了离婚手续。
1931年，米勒借助于朋友艾尔弗雷德·佩雷斯的帮助，被芝加哥论坛报巴黎分社聘为校稿员。由于当时报社规定只有编辑人员才能在报上发表文字，于是米勒借用朋友佩雷斯的名义在报上写了一些文章。住在巴黎的这段时期对米勒的创造力有很大的帮助，而且他还结识了许多重要而又影响力的作家。那时，米勒也遇到了他的终生挚友——英国作家劳伦斯·达雷尔。两人之间的交往也被写入了之后的两本书中。米勒在这一期间，也接触到了法国的超现实主义思想。
米勒的作品中往往会详细具体地描述性行为。他公开出版的第一本小说《北回归线》（1934），由方尖碑出版社在巴黎出版，却因文字猥亵被美国列为禁书。该书的封皮上就印有警告：“请勿将该书带入美国或英国。” 。此后他接连出版的小说包括《黑色的春天》（1936年）及《南回归线》（1939年）等也都成为美国的禁书。但通过走私，他的作品仍然在自己的祖国建立了相当大的影响力。上述小说在美国被禁止了二十多年，而米勒在美国正式出版的第一本书是他出版于1939年的《宇宙之眼》。该书中有多篇短篇散文，大部分最初发表于《黑色的春天》和《麦克斯与白细胞》（1938年）中。
米勒在巴黎居住长达10年之久，练就了一口流利的法语，之后他在1939年6月离开了巴黎。

### 旅居希腊（1939-40）
1939年，住在希腊克基拉岛的达雷尔邀请米勒前往希腊。米勒在游记《玛洛西的大石像》中描述了这段经历，并且认为这是他最满意的作品。米勒在文坛被主流所承认是主要始自乔治·奥威尔在1940年发表的文学评论《鲸鱼中》，奥威尔在文中写道：
在我看来，他是近年来英语圈内唯一富有想象力的散文作家。即使有人认为我这话过于夸张，但他也起码会承认米勒是一位与众不同的作家，值得加以关注。他是一个完全消极的，破坏性的，非道德的作家，他是约拿，一个恶魔的信者，是死而复生的惠特曼。

### 加州晚年（1940-80）
1940年，米勒返回纽约，并开始为期一年的环游美国之旅，这次旅程也成为《空调噩梦》的主要素材。1942年6月，米勒移居到加利福尼亚，起初他住在好莱坞附近的比华利谷地，然后从1944年起，他决定在大苏尔定居。当时，他的两部“回归线”系列在美国仍然被禁，因此米勒通过法国的方尖碑出版社以及之后的奥林匹亚出版社出版了这两部小说。通过这些作品，米勒在欧洲和美国的读者中逐渐博得了自己的声望。当时，许多人将米勒的作品偷运进美国，并对美国的新生代作家——“垮掉的一代”产生了深远的影响，其中也包括与米勒过从甚密的杰克·凯鲁亚克 。当他的作品在1960年被解禁后，他在美国文坛的名望更是与日俱增，一开始他还比较介意过往被封禁的历史对个人形象的影响，但之后他也不再在意。
1942年，在迁居加利福尼亚前夕，米勒开始撰写《性爱之旅》，这也是他著名的《殉色三部曲》中的首部。这部小说主要讲述了他早年在布鲁克林与琼的爱情故事以及他迈入作家生涯的经过。三部曲终于在1959年完成，但也与回归线系列一样，一开始就在美国被禁，仅能在法国和日本出版。
1944年至1947年期间，米勒与另外几位叛逆作家哈利·帕奇、埃米尔·怀特和让·瓦尔达等一起住在安德森峡谷的小屋中。这段时间他完成了《进入夜生活》以及《Big Sur and the Oranges of Hieronymus Bosch》中曾描述了安德森·克里克黑帮。米勒当时每月房租为5美元。
在加利福尼亚时期创作的其他作品中，米勒对美国的消费主义也提出了广泛的批评，反映在《战后的星期日》（1944年）和《空调噩梦》（1945年）中。1957年出版的《大苏尔和希罗尼穆斯波希的橙子》一书中讲述了关于他在大苏尔的生活和朋友的故事。

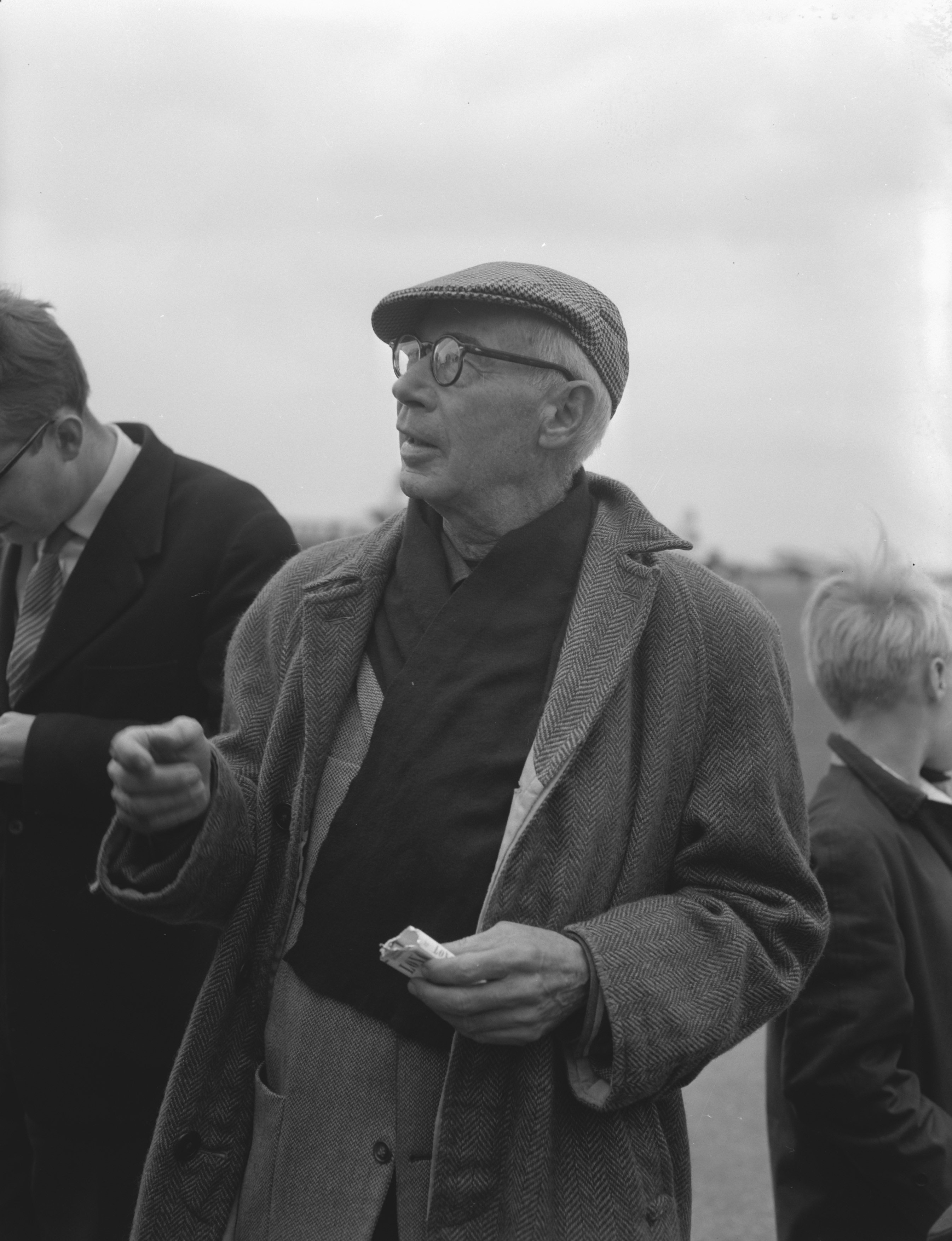
1959年的米勒

1944年，米勒与他的第三任妻子珍妮娜·玛莎·莱普斯卡（Janina Martha Lepska）结婚，她比米勒年轻30岁，是一名哲学专业的大学生。两人生育了两个孩子：儿子托尼及女儿瓦伦汀，然而这段婚姻也仅仅维持了8年，到1952年结束。第二年，米勒与小37岁的艺术家夏娃（Eve McClure）结婚，之后于1960年离婚。夏娃于1966年去世，据推测其死因可能是酗酒。1961年，米勒与《殉色三部曲》中的女主角即前妻琼在纽约重逢，两人已经有近三十年没有见面了。米勒在给夏娃的一封信中，提及琼因身心俱疲而年老色衰，并对此唏嘘不已。
1959年，米勒写了一个短篇小说《梯子脚边的微笑》（The Smile at the Foot of the Ladder），他称之为“最奇异的故事”。
1963年2月，米勒搬到了洛杉矶太平洋帕利塞德Ocampo Drive444号，在那里度过了他生命的最后17年。1967年，米勒迎娶了第五任妻子日本歌手Hoki Tokuda结婚。1968年，米勒在《作家和编辑抗议战争税宣言》上签字，号召民众通过拒绝纳税来抵制越南战争。在搬到Ocampo Drive后，他经常邀请当时的艺术名流和作家等到家中聚会。为他准备宴会的厨师和管家是一位名叫Twinka Thiebaud的年轻模特，并收集了许多米勒在宴会中的谈话。这些谈话内容在2011年被再次编辑并发行。
米勒在1972年出版的《On Turning Eighty》仅印了200册，该书由Capra出版社与Yes！出版社共同发行，仅有34页，也是《Yes！Capra》系列丛书的第一册。这本书探讨了一些有关衰老和生活意义等主题。年届八旬的米勒在书中颇有感触：

到了80岁，如果你还没有一瘸一拐或被病魔困扰，如果你依然身体健康，如果你仍能享受一次愉快的散步和一顿美味的佳肴（包括所有配菜），如果你睡前不用吃药，如果你见到小鸟、鲜花、高山大海仍能感觉激情，那么，你就是最幸运的，你应该每天早晚都向主下跪，感谢主那无穷的力量。
米勒和日本妻子在1977年离婚。年近90岁的米勒还在1981年与沃伦·比蒂合作拍摄了《赤色分子》，该片也由比蒂执导。这部电影在米勒死后18个月才在美国上映。在米勒生命的最后4年间，他与年轻的《花花公子》模特、专栏作家、女演员及舞蹈家布兰达·维纳斯一直交往密切，并留下了1500多封信件。1986年，关于他们书信来往的书在美国出版。

## 去世
1980年6月7日，米勒因循环系统衰弱，在太平洋帕利塞德的家中去世，享年88岁。他的骨灰被儿子托尼及女儿瓦伦汀保管。托尼表示，他打算自己死后的骨灰要与父亲的骨灰混在一起并撒在大苏尔海岸。

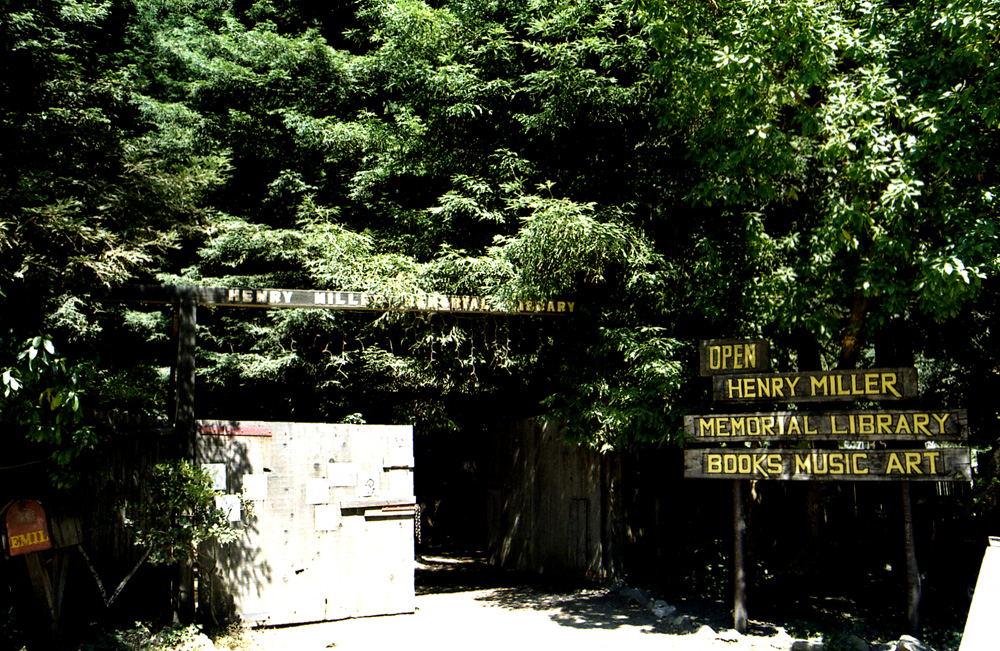
亨利·米勒纪念图书馆

米勒的好友爱弥儿·怀特于1981年在大苏尔建立了一间非盈利性的亨利·米勒纪念图书馆。馆内收藏并展示大量米勒的手稿及许多与他相关的文学、史料。

## 作品封禁及解禁
1961年美国出版社Grove Press出版了米勒的《北回归线》，这引发了美国反色情法对作品的审查和封禁。美国最高法院在“Grove诉Gerstein案”中，援引了“贾科贝里斯诉俄亥俄州案”巧合的是，该案于1964年的同一天作出判决）的法理，推翻了州法院判决，宣布米勒的这一伟大作品并非淫秽文字，而是正当的文学作品。这一判决也成为美国性革命运动中的里程碑事件之一。而埃尔默·盖茨因为在伊利诺斯州出版该小说的案件中为米勒成功辩护，成为米勒一生的好友，他们两人的书信往来也在后来被编辑出版。经过这次最高法院的诉讼之后，Grove出版社在1964-65年间陆续出版了之前也被禁的其他几部作品：《黑色的春天》、《南回归线》、《克里奇的平静日子》、《殉色三部曲》等。另外，《北回归线》、《黑色的春天》及《性爱之旅》等作品中的部分节选片段早在1959年就由新导向出版社结集出版。

## 水彩画的成就
米勒不仅是一名知名小说家，还擅长水彩画创作，并在这一领域写过理论专著。他是法国画家格里高利·米宗泽的密友。据估计，米勒一生中画了2,000幅水彩画，其中有50多个画集留传于世。得克萨斯大学奥斯汀分校的Harry Ransom中心收藏有米勒的一些画作，另外日本长野的亨利米勒艺术博物馆也曾收藏了他的水彩画，但该馆已在2001年关闭。2005年，米勒的女儿瓦伦汀曾经公开出售她父亲的一些艺术品。此外，米勒还是一位业余钢琴爱好者。

## 与其他作家的相互影响
米勒常被视为一个“文学创新者”，在其作品中“实际和想象变得彼此难以区分。”。他的作品中经常有大胆的性描写，对美国的法律及社会道德都形成了正面的挑战。他也影响了许多作家，包括理查·布罗提根、杰克·凯鲁亚克、诺曼·梅勒、菲利普·罗斯、戈马克·麦卡锡、保罗·索鲁和埃丽卡·容等。
同时，在米勒的小说中，他也参考了其他文学作品。陀思妥耶夫斯基、于斯曼、巴尔扎克和尼采的作品都对他作品风格的形成具有重要影响。
朱诺·迪亚斯在 2007年发表的作品《奥斯卡·瓦奥短暂而奇妙的一生》中也提到了Ana Obregon阅读《北回归线》。2007年丹尼斯·強森的《烟树》中，Skip Sands与叔叔之间的聊天也提及了有关《北回归线》和《南回归线》的那场官司。

## 作品列表
参见：亨利·米勒作品一览
- 1934年 《北回归线》
- 1935年 《你拿ALF怎么办？》
- 1935年 《回到纽约》
- 1936年 《黑色的春天》
- 1938年 《马克斯和白细胞》
- 1939年 《南回归线》
- 1939/1943年 《哈姆雷特1、2》
- 1939年 《宇宙的眼睛》
- 1940年 《性爱的世界》
- 1941年 《马洛西的大石像》
- 1944年 《战后星期天》
- 1944年 《忠实过去的幌子》
- 1944年 《美国的艺术家》
- 1945年 《回声之神》
- 1945年 《亨利米勒杂谈》
- 1945年 《为何抽象？-谈话录》
- 1945年 《空调恶梦》
- 1946年 《永远的莫利兹》
- 1947年 《关于回忆的回忆》
- 1948年 《石榴裙下的微笑》
- 1949年 《性爱之旅》
- 1952年 《我生活中的书》
- 1953年 《情欲之网》
- 1956年 《克里奇的平静日子》
- 1956年 《谋杀者的年代》
- 1957年 《大苏尔》
- 1958年 《红色笔记本》
- 1959年 《重聚巴塞罗那》
- 1960年 《春梦之结》
- 1960年 《作画是再爱一次》
- 1962年 《水彩、画作和散文“天使是我的水印”》
- 1962年 《稳如蜂鸟》
- 1963年 《象亨利一样疯狂》
- 1964年 《希腊》

## 与米勒有关的电影
米勒曾在多部电影中出演他自己：
- 罗伯特·辛德尔（英语：Robert Snyder (filmmaker)）导演的四部纪录片：《亨利·米勒奥德赛》（The Henry Miller Odyssey，片长90分钟）、《亨利·米勒：在写作中反思》（Henry Miller: Reflections On Writing，片长47分钟）、《亨利·米勒阅读及沉思》（Henry Miller Reads and Muses，片长60分钟）以及《亨利·米勒：绘画就是再爱一次》（Henry Miller: To Paint Is To Love Again，片长60分钟，辛德尔死后上映的遗作，讲述米勒的水彩画创作）。上述四部电影都由米勒亲自出演本人。
- 沃伦·比蒂导演的《赤色分子》中，米勒也接受了采访，在片中担任了见证人的角色[77]。
- 1996年纪录片《亨利·米勒还活着》（Henry Miller Is Not Dead），音乐由劳里·安德森（英语：Laurie Anderson）负责[78]。

此外，与他有关的电影包括：
- 1970年电影《北回归线》中，Rip Torn扮演了米勒本人。
- 1970年电影《克里奇的平静日子（英语：Quiet Days in Clichy (1970 film)）》中，保罗·瓦尔金扮演了基于米勒而塑造的形象“乔伊”。
- 1990年电影《亨利与琼（英语：Henry & June）》是基于阿内丝·尼恩的日记改编的，弗里德·瓦德（英语：Fred Ward）扮演亨利·米勒。
- 1990年电影《语言的屋子》（La Stanza Delle Parole）也是基于阿内丝·尼恩的日记改编的，大卫·布朗顿扮演亨利·米勒。
- 1990年电影《克里奇的平静日子》中，安德鲁·麦卡锡扮演米勒。

## 脚注
1. ↑  Shifreen, Lawrence J. . Rowman ＆Littlefield. 1979: 75–77  [2020-02-16]. （原始内容存档于2020-09-15）.
2. ↑  Mary Dearborn，’’The Happist Man Alive: A Biography of Henry Miller’’，纽约：西蒙与舒斯特出版公司，1991年版，第12页。
3. ↑  [永久] FileRoom.org，2001年。
4. ↑  [永久] henrymiller.info。 2013年8月31日浏览。
5. ↑  Dearborn，’‘The Happiest Man Alive’’，第20-22页。
6. ↑  Jake Mooney，“理想的街道”寻求永生，”” 纽约时报”，2009年5月1日。
7. ↑  Dearborn，The Happiest Man Alive。 36。
8. ↑  简介来自新英格兰大学出版社的《休伯特·哈里森》读者
9. ↑  Dearborn，The Happiest Man Alive，第42页。
10. ↑  耶鲁大学出版社，2011年，第88、104页。
11. ↑  Dearborn，The Happiest Man Alive，第70页。 85。
12. ↑  罗伯特·弗格森，《亨利·米勒：一生》，纽约：W.W. Norton＆Company，1991年，第2页。 60。
13. ↑  Dearborn, The Happiest Man Alive, p. 59.
14. ↑  Dearborn，’‘The Happiest Man Alive’’，第70-73页。
15. ↑  Henry Miller，Antony Fine编辑，“亨利·米勒（Henry Miller）：故事，散文，旅行草图”，纽约：MJF图书，1992年，第5页。
16. ↑  Dearborn，The Happiest Man Alive，第78-80页。
17. ↑  Dearborn，The Happiest Man Alive，第87页。
18. ↑  Wickes, George. . the Paris Review. Summer–Fall 1962  [2020-02-16]. （原始内容存档于2010-11-16）.
19. ↑  “或者说，这个外邦人的世界” （页面存档备份，存于），Publishers Weekly，1992年9月28日。
20. ↑  玛丽·迪尔伯恩（Mary V. Dearborn），“简介”，“莫洛克：或这个外邦世界”，纽约：Grove Press，1992年，第vii–xv页。
21. ↑  该书是基于米勒与比阿特丽斯的初婚，以及他在下曼哈顿的西联汇款办公室担任人事经理的经历，第156–158页。
22. ↑  Dearborn，’‘The Happiest Man Alive’’，第102-117页。
23. ↑  Dearborn，The Happiest Man Alive，第119页。
24. ↑  . robertwservice.blogspot。 com.   [2018年3月15日]. （原始内容存档于2020年4月13日）.
25. 1 2  Anderson, Christian n. . BonjourParis. March 2004  [2011-09-30].[永久]
26. ↑  亚历山大·纳扎良，“亨利·米勒（Henry Miller），布鲁克林·哈特（Brooklyn Hater），” （页面存档备份，存于）“ 纽约客”，2013年5月10日。
27. ↑  Dearborn，The Happiest Man Alive，第171页。
28. ↑  Dearborn，The Happiest Man Alive，第174页。
29. ↑  Gifford, James. Ed.  The Henry Miller-Herbert Read Letters: 1935–58. Ann Arbor: Roger Jackson Inc., 2007.
30. ↑  Wickes, George (编). . New York: Dutton. 1963. OCLC 188175.
31. ↑  MacNiven，Ian S (编). . 伦敦: Faber. 1988. ISBN 0-571-15036-5.
32. ↑  Baron, Dennis. . Web of Language. University of Illinois at Urbana-Champaign. 2009-10-01  [2011-09-30]. （原始内容存档于2020-05-11）.
33. ↑  Arthur Hoyle, "Remember Henry Miller? Censored Then, Forgotten Now," （页面存档备份，存于） Huffington Post, May 14, 2014.
34. ↑  Arthur Hoyle, The Unknown Henry Miller: A Seeker in Big Sur, New York: Arcade Publishing, 2014, pp. 23, 38–39.
35. 1 2  Henry Miller, Big Sur and the Oranges of Hieronymus Bosch, New York: New Directions Publishing, 1957, pp. 1–2.
36. ↑  Orwell, George "Inside the Whale" （页面存档备份，存于）, London: Victor Gollancz Ltd., 1940.
37. ↑  有关美国禁书的详细过程，请参见北回归线条目。
38. ↑  Dearborn，’‘The Happiest Man Alive’’，第286–287页。
39. ↑  Dearborn, The Happiest Man Alive, p. 279.
40. ↑  弗格森，《亨利·米勒：一生》，第295页
41. ↑  Frank Getlein, "Henry Miller's Crowded Simple Life," （页面存档备份，存于） Milwaukee Journal, June 9, 1957.
42. ↑  . web.archive.org.   [2020-01-06]. （原始内容存档于2009-03-19）.
43. ↑  bigsurwriting. . 2014-02-03  [2020-02-16]. （原始内容存档于2016-09-20）.
44. ↑   (PDF).   [2020-02-16]. （原始内容存档 (PDF)于2010-11-23）.
45. ↑  Dearborn，The Happiest Man Alive，第263–64页。
46. ↑  Barbara Kraft，[永久]“洛杉矶观察”，1月24日，2012年。
47. ↑  Anderson, Christiann. . BonjourParis. March 2004  [2011-09-30]. （原始内容存档于2012-03-27）.
48. ↑  Ferguson，《亨利·米勒：一生》，第356页。
49. ↑  Dearborn，The Happiest Man Alive，第280页。
50. ↑  Ferguson, Henry Miller: A Life，第351页。
51. 1 2  Carolyn Kellogg, "Henry Miller's last wife, Hoki Tokuda, remembers him, um, fondly?" （页面存档备份，存于）, Los Angeles Times, February 23, 2011.
52. ↑  John M. Glionna, "A story only Henry Miller could love" （页面存档备份，存于）, Los Angeles Times, February 22, 2011.
53. ↑  “作家和编辑抗议战争税宣言”，“ 纽约邮报”，1968年1月30日。
54. ↑  Twinka Thiebaud。 《反思：亨利·米勒》。加利福尼亚州圣塔芭芭拉：Capra Press，1981年。ISBN 0-88496-166-4
55. ↑  Thiebaud, Twinka. What Doncha Know? about Henry Miller. Belvedere, CA: Eio Books, 2011. ISBN 978-0-9759255-2-2
56. ↑  Henry Miller. . Capra Press. 1972  [2020-02-16]. ISBN 978-0-912264-43-1. （原始内容存档于2020-09-15）.
57. ↑  Shane Parrish. . Farnham Street Blog. 2014-08-11  [2014-08-17]. （原始内容存档于2014-08-16）.
58. ↑  Vincent Canby, "Beatty's 'Reds,' With Diane Keaton," （页面存档备份，存于） New York Times, December 4, 1981.
59. ↑  Dear, Dear Brenda: The Love Letters of Henry Miller to Brenda Venus. New York: Morrow, 1986. ISBN 0-688-02816-0
60. ↑  Alden Whitman, "Henry Miller, 88, Dies in California," （页面存档备份，存于） The New York Times, June 9, 1980.
61. ↑  "Playing Ping Pong With Henry Miller," （页面存档备份，存于） BBC Radio 4, July 25, 2013.
62. 1 2  .   [2011-09-29]. （原始内容存档于2011-09-27）.
63. ↑  Gertz, Elmer, and Felice Flanery Lewis (编). . Carbondale: Southern Illinois University Press. 1978. ISBN 0-8093-0860-6.
64. ↑  Henry Miller, Preface to Big Sur and the Oranges of Hieronymus Bosch, New York: New Directions Publishing, 1957, p. ix.
65. ↑  Harry T. Moore, "Hard-Boiled Eloquence," （页面存档备份，存于） New York Times, December 20, 1959.
66. ↑  Henry Miller, "Author's Preface," The Henry Miller Reader, New York: New Directions, 1959, p. xv.
67. ↑  Coast Publishing.  (PDF).   [2011-09-29]. （原始内容 (PDF)存档于2011-03-23）.
68. ↑  .   [2011-09-29]. （原始内容存档于2012-03-01）.
69. ↑  . Japan Times. 2001-08-31  [2011-09-26].
70. ↑  Miller, Valentine. . 2005  [2011-09-29]. （原始内容存档于2011-09-24）.
71. ↑  Dearborn，The Happiest Man Alive，第291页。
72. ↑  Sipper, Ralph B. . Los Angeles Times. 1991-01-06  [2011-09-26]. （原始内容存档于2012-10-15）.
73. ↑  Arthur Hoyle, "Remember Henry Miller? Censored Then, Forgotten Now," （页面存档备份，存于） Huffington Post, May 14, 2014.
74. ↑  Shmoop. .   [2020-02-16]. （原始内容存档于2015-02-12）.
75. ↑  Denis Johnson，「烟树”，New York：Farrar, Straus and Giroux，第386、415页。
76. ↑  Henry Miller在互联网电影资料库（IMDb）上的資料（英文）
77. ↑  "Reds" by Steinberg, Jay S. （页面存档备份，存于） Turner Classic Movies. Retrieved May 15, 2013
78. ↑  . Moving Images Distribution Society.   [2011-09-26]. （原始内容存档于2012-03-07）.

## 延伸阅读
（以下阅读材料未特别注明者均为英文内容。）
- Rejaunier, Jeanne. My Sundays With Henry Miller: A Memoir, Scotts Valley, California: CreateSpace, 2013. ISBN 978-1492195726
- Rexroth, Kenneth. "The Reality of Henry Miller"（页面存档备份，存于） and "Henry Miller: The Iconoclast as Everyman's Friend"（页面存档备份，存于） (1955–1962 essays)
- Durrell, Lawrence, editor. The Henry Miller Reader, New York: New Directions Publishing, 1959. ISBN 0-8112-0111-2
- Widmer, Kingsley. Henry Miller, New York: Twayne, 1963.
  - Revised edition, Boston: Twayne, 1990. ISBN 0-8057-7607-9
- Wickes, George, and Harry Thornton Moore. Henry Miller and the Critics, Carbondale: Southern Illinois University Press, 1963.
- Wickes, George. Henry Miller, Minneapolis: University of Minnesota Press, 1966.
- Gordon, William A. The Mind and Art of Henry Miller, Baton Rouge: Louisiana State University Press, 1967.
- Dick, Kenneth C. Henry Miller: Colossus of One, Holland: Alberts, 1967.
- Brassaï. Henry Miller: The Paris Years, New York: Arcade Publishing, 1975. ISBN 978-1-61145-028-6
- Mailer, Norman. Genius and Lust: a Journey Through the Major Writings of Henry Miller, New York: Grove Press, 1976. ISBN 0-8021-0127-5
- Martin, Jay. Always Merry and Bright: The Life of Henry Miller, Santa Barbara, CA: Capra Press, 1978. ISBN 0-88496-082-X
- Kraft, Barbara. A Conversation with Henry Miller, Michigan: Michigan Quarterly Review, Published at The University of Michigan, 1981.
- Kraft, Barbara. An Open Letter to Henry Miller, Paris, France: Handshake Editions, 1982.
- Young, Noel, editor. The Paintings of Henry Miller: Paint as You Like and Die Happy, Santa Barbara, CA: Capra Press, 1982. ISBN 0-87701-280-6
- Nin, Anaïs. Henry and June: From the Unexpurgated Diary of Anaïs Nin, Orlando: Harcourt Brace, 1986. ISBN 978-0-15-140003-4
- Winslow, Kathryn. Henry Miller: Full of Life, Los Angeles: J. P. Tarcher, 1986. ISBN 0-87477-404-7
- Brown, J. D. Henry Miller, New York: Ungar, 1986. ISBN 0-8044-2077-7
- Stuhlmann, Gunther, editor. A Literate Passion: Letters of Anaïs Nin and Henry Miller, 1932–1953, San Diego: Harcourt Brace Jovanovich, 1987. ISBN 0-15-152729-6
- Ibarguen, Raoul R. Narrative Detours: Henry Miller and the Rise of New Critical Modernism（页面存档备份，存于）, excerpts from Ph.D. thesis, 1989.
- Dearborn, Mary V. ‘‘The Happiest Man Alive’’: A Biography of Henry Miller, New York: Simon & Schuster, 1991. ISBN 0-671-67704-7
- Ferguson, Robert. Henry Miller: A Life, New York: W. W. Norton & Company, 1991. ISBN 0-393-02978-6
- Kraft, Barbara. Last Days of Henry Miller, New York: Hudson Review, 1993.
- Jong, Erica. The Devil at Large: Erica Jong on Henry Miller, New York: Turtle Bay Books, 1993. ISBN 0-394-58498-8
- Fitzpatrick, Elayne Wareing. Doing It With the Cosmos: Henry Miller's Big Sur Struggle for Love Beyond Sex, Philadelphia: Xlibris, 2001. ISBN 1-4010-1048-2[自述来源]
- Brassaï. Henry Miller, Happy Rock, Chicago: University of Chicago Press, 2002. ISBN 0-226-07139-1
- Masuga, Katy. Henry Miller and How He Got That Way, Edinburgh: Edinburgh University Press, 2011. ISBN 978-0-7486-4118-5
- Masuga, Katy. The Secret Violence of Henry Miller, Rochester, NY: Camden House Publishing, 2011. ISBN 978-1-57113-484-4
- Turner, Frederick. Renegade: Henry Miller and the Making of Tropic of Cancer, New Haven: Yale University Press, 2011. ISBN 978-0-300-14949-4
- Kraft, Barbara. "Henry Miller:  The Last Days" （页面存档备份，存于）, Huffington Post, 2013.
- Männiste, Indrek. Henry Miller: The Inhuman Artist: A Philosophical Inquiry, New York: Bloomsbury, 2013. ISBN 978-1-62356-108-6
- Hoyle, Arthur. The Unknown Henry Miller: A Seeker in Big Sur, New York: Arcade Publishing, 2014. ISBN 978-1-61145-899-2
- Kraft, Barbara. Henry Miller: The Last Days, San Antonio, TX: Sky Blue Press, 2016. ISBN 978-0988917088